# Astragalus pseudogompholobium
Astragalus pseudogompholobium är en ärtväxtart som beskrevs av Dieter Podlech. Astragalus pseudogompholobium ingår i släktet vedlar, och familjen ärtväxter. Inga underarter finns listade i Catalogue of Life.